# 제임스 뱀포드

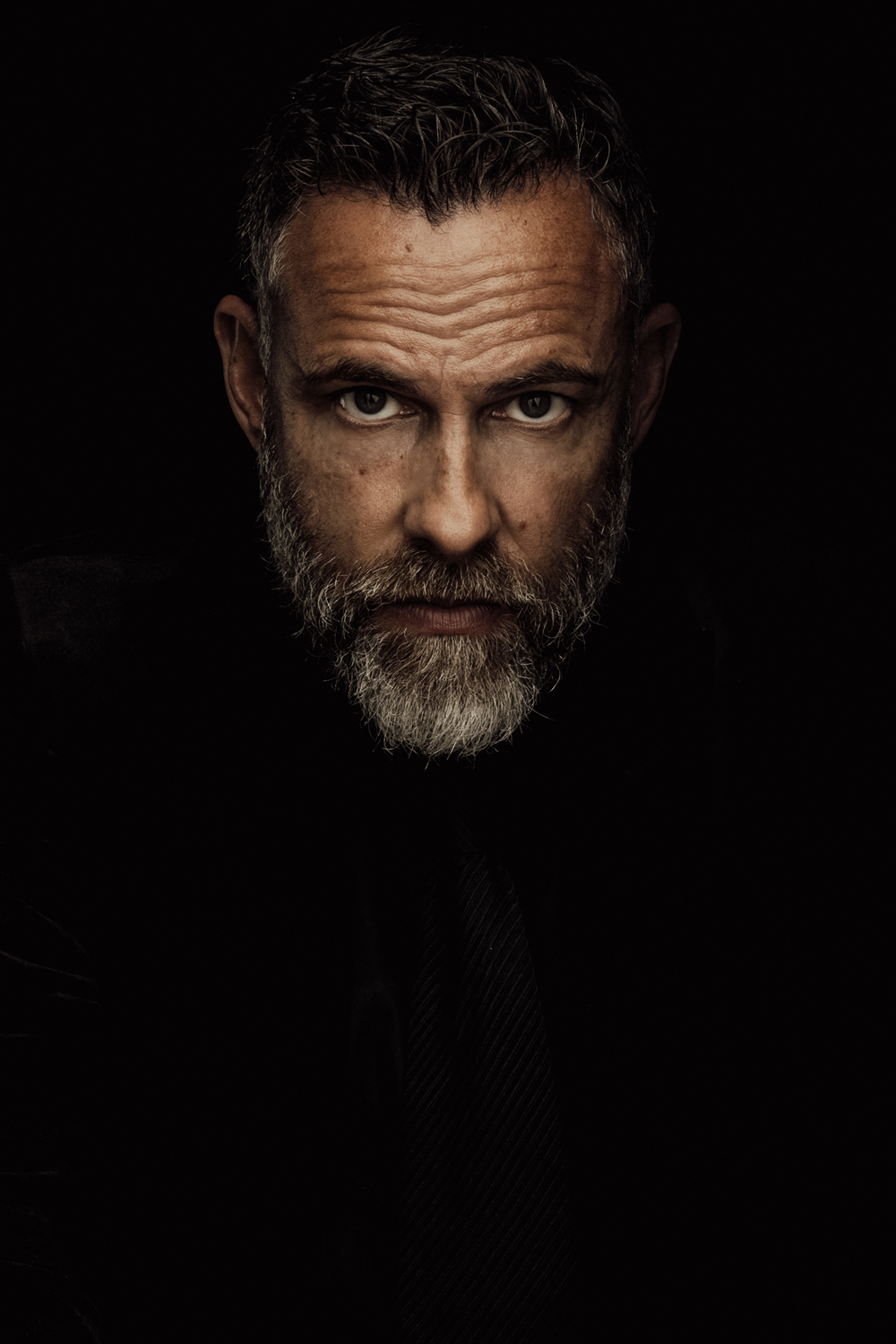

제임스 뱀포드(James Bamford, 1967년 2월 26일 ~ )는 캐나다의 배우, 텔레비전 배우, 텔레비전 감독이다.
빅토리아에서 태어났다.

## 영화
- 폴른 (2007년)
- 코노 워 (2006년)
- 스타게이트 - 아틀란티스 (2004년)
- 캐시와 번즈 (1999년)